# 中国茶文化

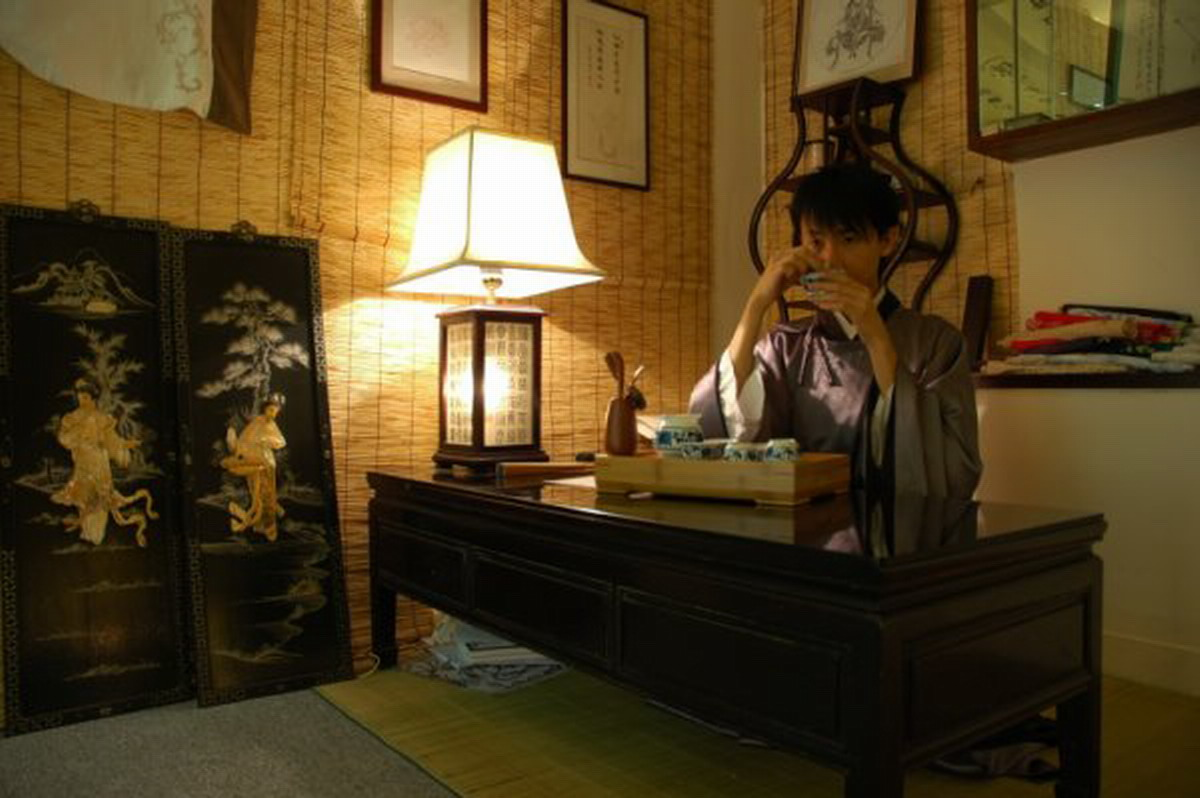
中國茶藝

中国茶文化是中国制茶、饮茶的文化。作为开门七件事（柴米油盐酱醋茶）之一，饮茶在古代中国是非常普遍的。中华茶文化不但包含物质文化层面，还包含深厚的精神文明层次。唐代茶圣陆羽的茶经在历史上吹响了中华茶文化的号角。从此茶的精神渗透了宫廷和社会，深入中国的诗词、绘画、书法、宗教、医学。几千年来中国不但积累了大量关于茶叶种植、生产的物质文化、更积累了丰富的有关茶的精神文化，这就是中国特有的茶文化，属于文化学范畴。
中国茶文化的内容主要是茶在中国精神文化中的体现，不限於“茶风俗”、“茶儀式”的范畴。

## 茶与艺术
自古以来，种茶、制茶、泡茶、品茶均被认为需要高度技艺。当代，由中国人开始，将有关的技艺称为茶艺。同时，历朝历代也涌现出大量与茶有关的各种艺术作品。
茶之为物，产自崇高的山，吸收天地的灵气，还必须配上清洁的流泉水。所谓“仁者樂山，智者樂水”；古人的一杯茶水包含中国文人、哲人深爱的天、地、山、水，仁、智。

### 茶与文学

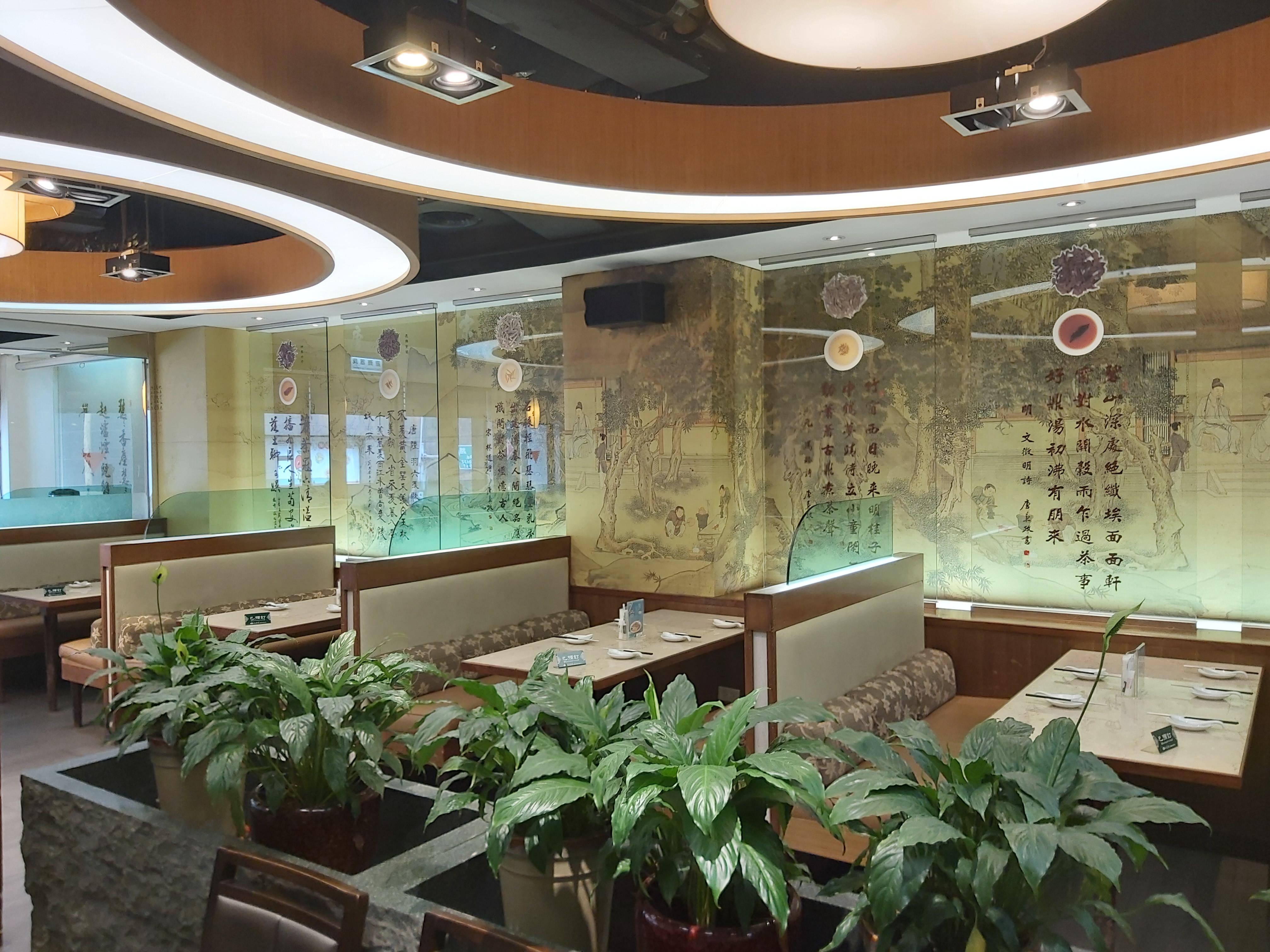
臺北市中正區衡陽路天仁茶文化大樓書藝牆上陳列之晉‧張載的《登成都樓》、唐‧陸羽的《六羨歌》以及宋‧林逋、元‧馬臻、明‧文徵明、清‧鄭板橋以及連橫等人的茶相關詩作。

中国关于茶的文学作品汗牛充栋，仅古诗词一项，总数在2000首以上。文人品茗之时，一旦兴致来了，必定会对此情此景吟咏一番，以遣情怀。现在能看到最早的关于茶的文学作品是杜育的《荈赋》。中唐时期的著名诗人白居易，白居易的2800部诗歌作品中，与茶有关的有60首。而他本人也喜愛品茶，一天到晚茶不离口，在其所作的《睡后茶兴忆杨同州》一诗中便写下了“白瓷瓯甚洁，红炉炭方炽。沫下麴尘香，花浮鱼眼沸”的佳句。唐代诗人卢仝所作《走笔谢孟谏议寄新茶》脍炙人口，历久不衰“一碗喉吻润，二碗破孤闷。三碗搜枯肠，惟有文字五千卷。四碗发轻汗，平生不平事，尽向毛孔散。五碗肌骨清，六碗通仙灵。七碗吃不得也，唯觉两腋习习清风生。”北宋范仲淹作《斗茶歌》描绘了茶文化在当时的盛行。北宋·苏轼《汲江煎茶》描写诗人在月明之夜亲自用大瓢汲取活江水烹茶的情景：“活水还须活火烹，自临钓石汲深清；大瓢贮月归春瓮，小杓分江入夜瓶。雪乳已翻煎处脚，松风忽作泻时声；枯肠未易禁三椀，卧听山城长短更。”
关于茶的散文、小品文、书信等很多，著名的有柳宗元《为武中丞谢赐新茶表》、刘禹锡《代武中丞谢新茶表》、吕温《三月三日花宴序》、皮日休《茶中杂咏序》、苏东坡《叶嘉传》、唐庚《斗茶记》、张岱《闽老子茶》、张岱《阳和泉》、张潮《中冷泉记》等。其中《中冷泉记》以位於南京扬子江金山寺，有“天下第一泉”之称的中冷泉為題材生动地描写了自古到金山寺吸中冷的僧侣、道士胸中皆带仙气。金山寺上有一口中冷泉井，有瓦亭覆盖，盘龙石栏，寺僧纷纷汲水，为当时来到烧香拜神的几万香客备茶。那根本不是真正的中冷泉。一位道士带领张潮攀登嶙嶙的乱石，到山顶看见一面石壁，刮去青苔，露出几行字，说真正的中冷泉，在郭璞墓间，必须在子午两个时辰，用特制的铜瓶，用长索拴住，放下郭璞墓间的石窟中汲取。张潮跟随道人答乘夜行船，两天后到了闰州。午夜，小舟直奔郭璞墓，在江心石堆中，有一个黑洞洞的石窟，道人大喊“这就是中冷窟！”

### 茶与书法

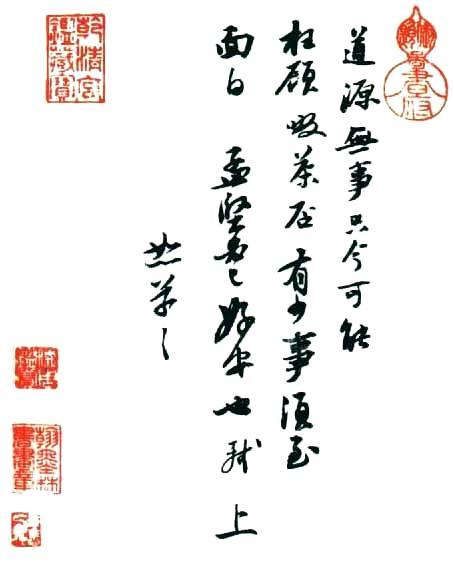
宋 苏轼　啜茶帖

以茶為題材的書法作品稱為茶帖，著名的茶帖有唐怀素《苦笋帖》，宋苏东坡《啜茶帖》、《季常帖》、《新岁展庆帖》，宋蔡襄《精茶帖》 、《天际乌云帖》，宋米芾《笤溪帖》，宋趙令疇《賜茶帖》、清金农《玉川子嗜茶帖》等。

### 茶画
茶也是中國畫常見的題材，著名的茶画有很多，例如唐阎立本 《萧翼赚兰亭图》是根据唐何延之《兰亭记》所作。描绘唐太宗御史萧翼从王羲之第七代传人的第子袁辩才的手中将“天下第一行书”《兰亭集序》骗取到手献给唐太宗的故事，画的是萧翼和袁辩才在喝茶，萧翼洋洋得意，老和尚辩才张口结舌，失神落魄，人物表情刻画入微。明文徵明 《惠山茶会图》描繪文徵明和几位诗友在有“天下第二泉”之称的无锡惠山泉品茗。二人在茶亭泉井边席地而坐，文徵明展卷颂诗，友人在聆听；古松下一茶童备茶，茶灶正煮井水，茶几上放着各种茶具。中国文人至爱的高山、流泉、古松、友谊，尽在以茶会友中。
還有唐周昉《调琴啜茗图》，唐人《宮樂图》，北宋趙佶（宋徽宗）《文会图》，元赵元《陆羽品茶图》，元赵孟頫《斗茶图》與《茶榜》，元倪云林《龙门茶屋图》，元颜辉《煮茶图》，元胡廷《松下烹茶图》，元钱选《卢同煮茶图》、《品茶图》，明丁云鹏《玉川烹茶图》，明唐寅《事茗图》、《卢同煎煮茶》，清胡锡珪《洗砚烹茶图卷》，清高凤翰《天池试茶图》，清高翔《煎茶图》等。

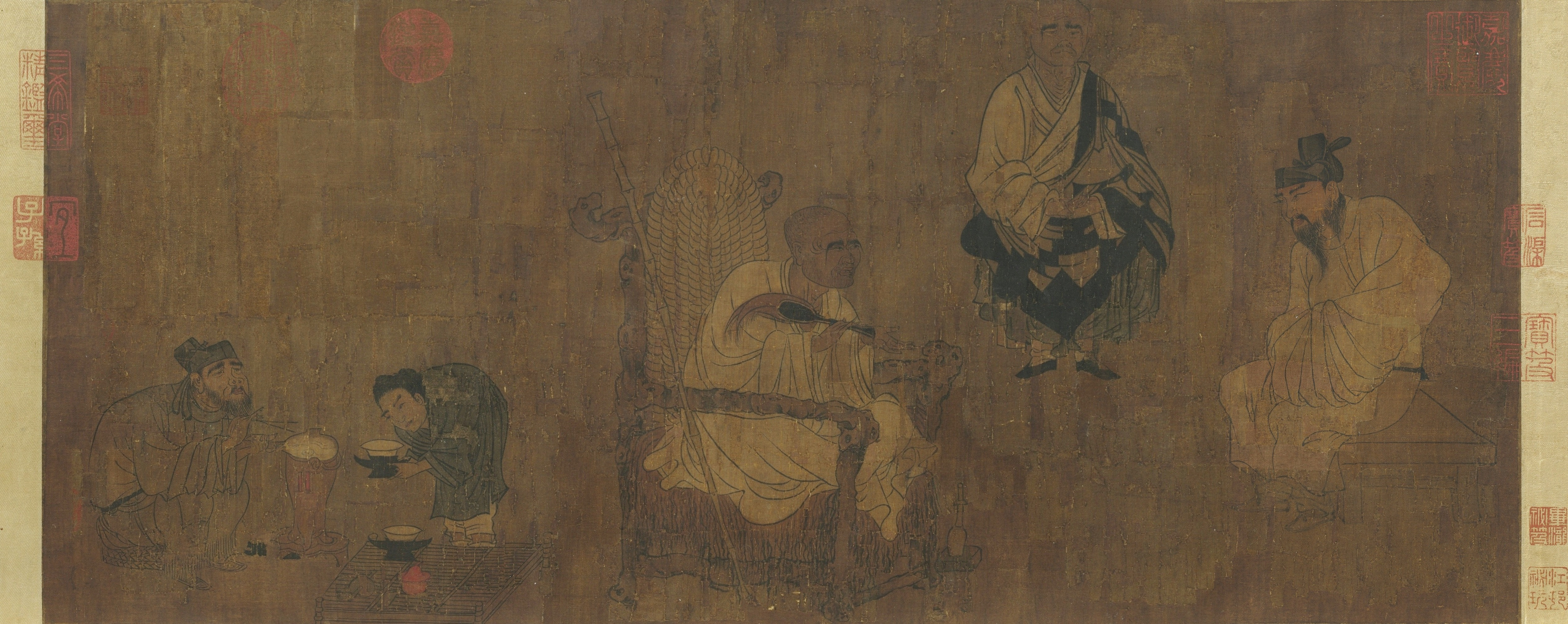
閻立本《蕭翼賺蘭亭圖》
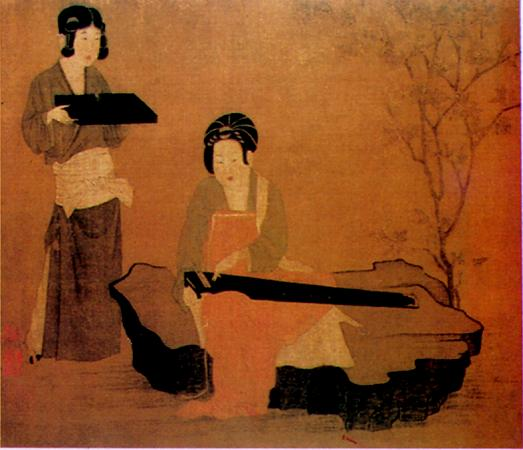
周昉《调琴啜茗图》
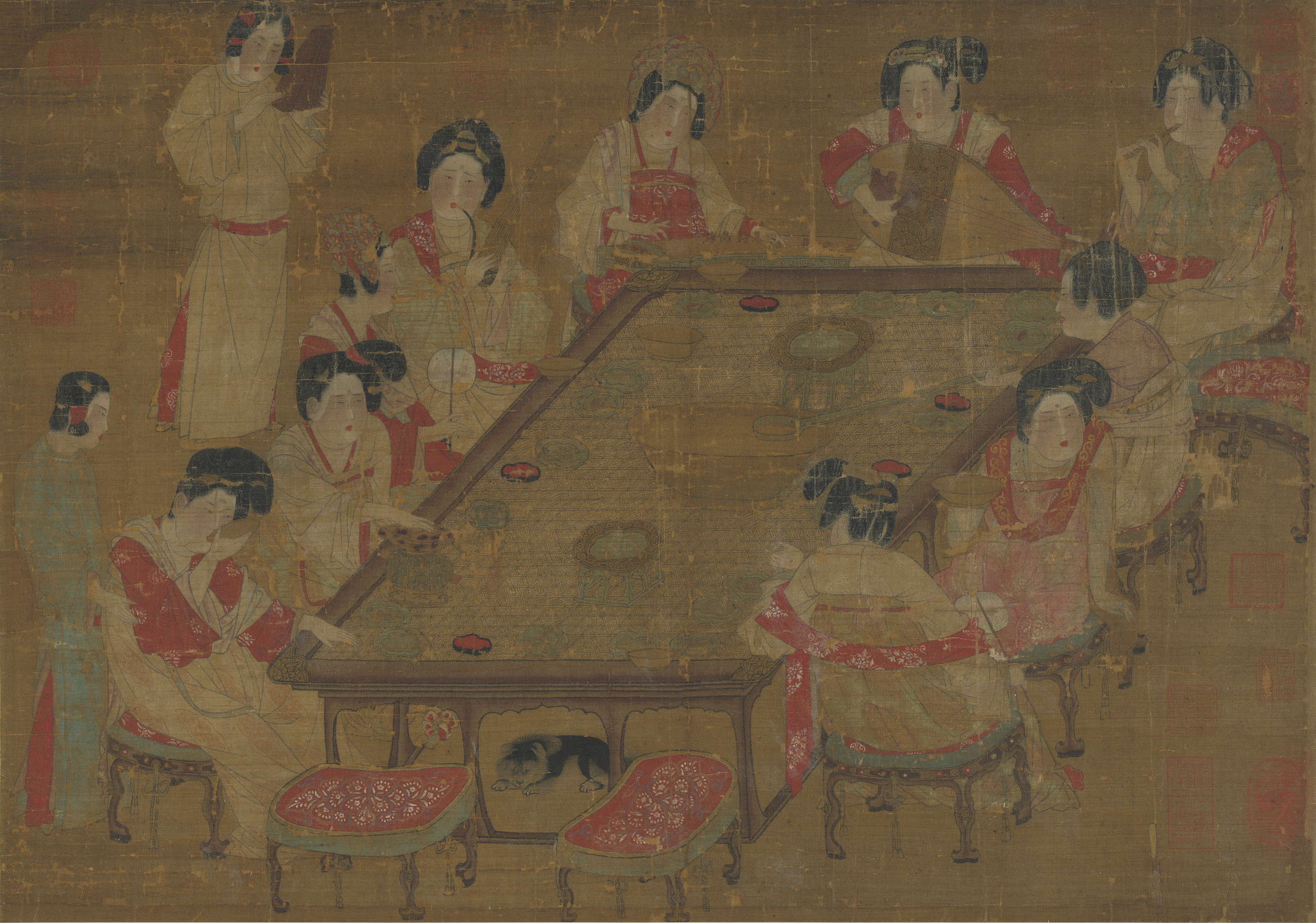
唐人《宮樂图》
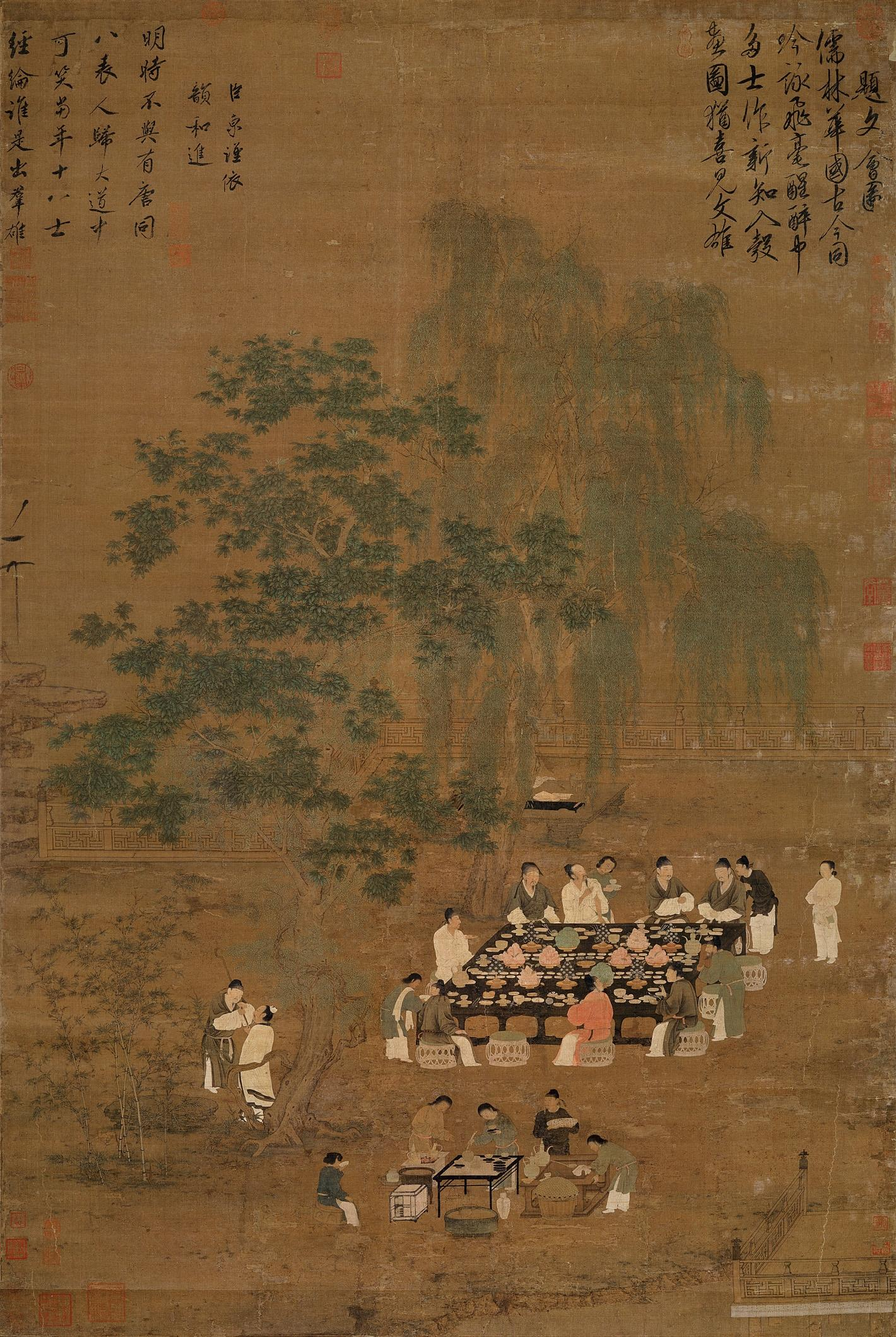
趙佶（宋徽宗）《文会图》
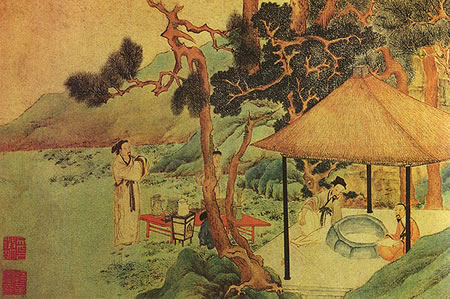
文徵明《惠山茶会图》

### 採茶相關藝術
採茶歌是採茶人在採茶所唱的民謠，後來配合採茶水的動作，演變成採茶舞、採茶戲等傳統表演藝術形式。

## 茶与禅宗
唐人飲茶之風，最早始於僧家，“茶禅一味”的典故源自赵州和尚那句著名的偈语——“吃茶去”。赵州和尚即著名的唐代名僧赵州从谂（公元778－897），因常住赵州（今属河北省赵县）观音院（今柏林寺），又称“赵州古佛”，由于其传扬佛教不遗余力，时谓“赵州门风”。他于禅学于茶学都有很高的造诣，《广群芳谱·茶谱》引《指月录》文曰：“有僧到赵州从谂禅师处，僧曰：‘新近曾到此间么？’曰：‘曾到。”师曰：‘吃茶去。”又问僧，僧曰：‘不曾到。”师曰：‘吃茶去。”后院主问曰：‘为甚么曾到也云吃茶去，不曾到也云吃茶去？”师召院主，主应诺。师曰：‘吃茶去。’”

## 品飲

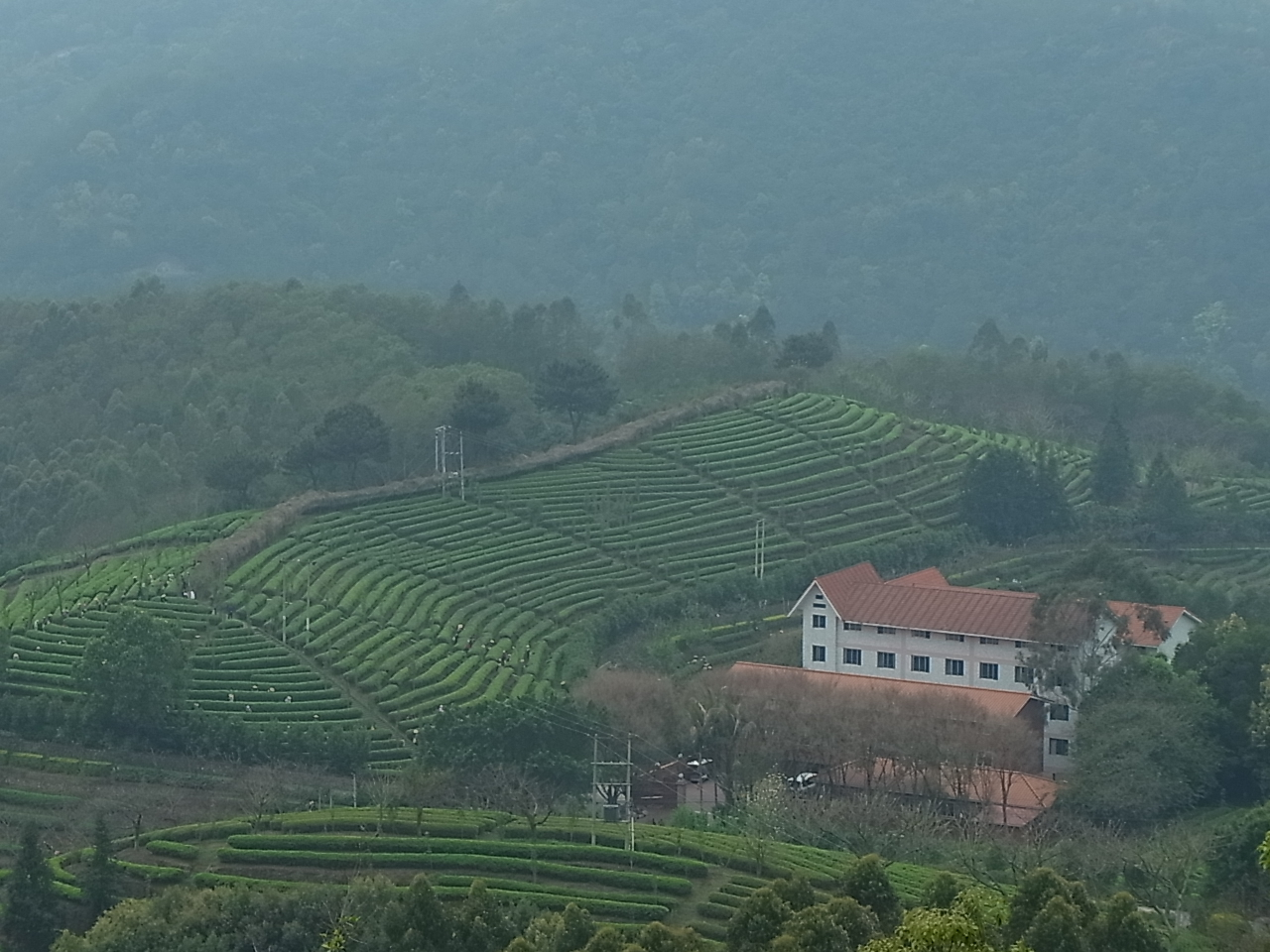
梅州一茶田風景

茶的主要味道来自茶叶，因此茶叶对茶的品质影响也是最大的。中国在很长的历史时期是主要的茶叶出产地，因此茶叶的品种也特别多。其中有名的品种更是不少，中國茶依發酵程度可分為綠茶水、紅茶水、青茶水、黃茶水、白茶水、黑茶水。
除了水外，茶葉質也備受重視。

### 茶器

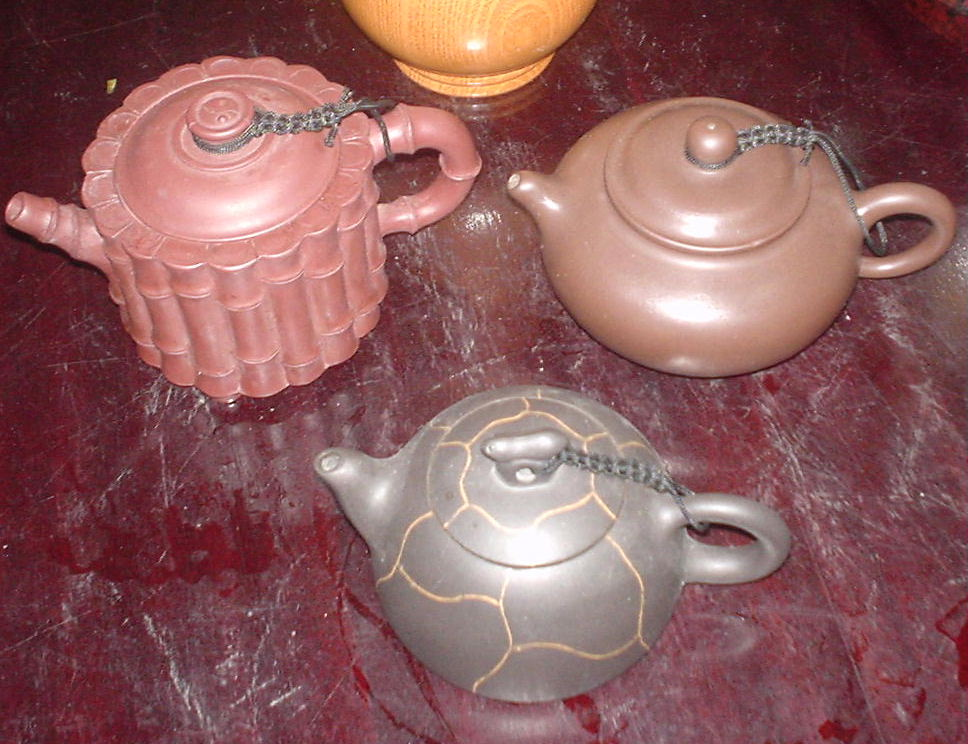
紫砂茶壶

茶具是所有泡茶过程中必备的器具，不单指茶壶、茶杯，廣義的茶具還包括各種備茶、煮茶、貯存茶葉用的器具以至喝茶場所內的家具、陳設。被认为对茶的品质有着莫大的影响。
宋朝的《茶具图赞》列出了12种茶具。明太祖第十七子朱权所著的《茶谱》中列出10种茶具，包括茶炉 、茶灶 、茶磨、茶碾 、茶罗 、茶架 、茶匙、茶筅 、茶瓯 、茶瓶。
最早的茶壶使用金、银、玉等材料制成。唐宋以来，由于陶瓷工艺的兴起，逐渐被铜和陶瓷茶具代替。铜茶具相对金玉来说，价格更便宜，煮水性能更好，陶瓷茶具盛茶又能保持香气，更重要的是价格相对较低，所以容易推广，又受大众喜爱。
宋代湖南长沙出产的茶具，十分精美，价值以白金计算。赵南仲曾出黄金千两定制一副茶具具献给皇帝。陕西省扶风县法门寺博物馆保存着一套完整的唐朝皇帝用的纯金茶具。明代供春、时大彬手制的紫砂壶更成为昂贵的艺术品。

#### 茶相關家具、儲具與陳設、佈置
茶相關家具、儲具有茶几、具列、茶櫥、都籃等，陳設有插花用的花瓶、燒香用的香爐，茶所佈置有掛軸等。

### 茶藝
中國茶藝是一種儀式化的飲茶方式，它把简单的饮茶行为升华成一种美好的艺术享受，使人们在一道道繁杂琐碎的程序之后，能够浅酌慢饮，陶醉于一种恬静、淡泊、忘我的境界，获得物质上和精神上的极大满足和慰藉。中式茶藝師經常身著中國傳統服飾，坐在茶几或茶盤後面，然後開始加熱和沖洗茶具幫你泡茶，不同的茶應準備不同的茶具。所需步驟和工具的數量取決於正在執行的茶道版本。例如，傳統的中式潮州茶道就包括 21 個步驟；武夷山茶道甚至包括 27 個步驟。
很多人喜欢这种泡茶和喝茶的艺术，現時許多其他國家的人也热心于中國茶藝。他们不仅喜爱茶的味道，也享受泡茶过程中的乐趣，此外还能放松心灵。

### 茶所

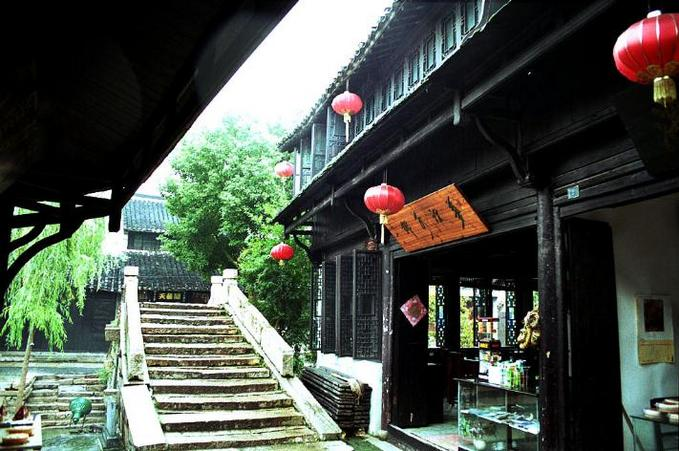
江南茶馆

北京的茶馆是北京的一个特色，老舍曾经有话剧茶馆刻画茶馆里的众生百相。现在在北京前门西，开设了老舍茶馆，里面有一些曲艺节目表演。
廣東茶楼的特色是喝茶時同時吃點心。到茶楼品茗粵語稱之為飲茶。

#### 茶館
茶館是供人品茶、喝茶的公共場所。中国茶館在不同地区有不同的名称和风俗，有北京茶馆、四川茶馆、天津茶社、杭州茶室、广州茶楼等等，形成了中国的茶馆文化。
根据中国古典典籍，最早的茶馆出现在唐朝开元年间（713年－741年），叫茗铺。清代茶馆发展成为大众娱乐场所。京师茶馆，列长茶案，可以自己带茶叶，可以提鸟笼，入座买水。乾隆末年江南有河滨茶馆、卖茶、瓜子、糖果、春卷、烧卖、水饺子。上海茶馆最早出现在同治初年，“丽水台”茶楼，楼高三层。到了光绪丙子上海有了广东茶楼，卖茶和各种小吃，早茶卖鱼生粥，午茶有点心、蒸粉果；夜茶有莲子粥、杏仁露。不久上海还出现东洋茶馆。苏州茶馆、除去喝茶、品尝点心外，还可以欣赏苏州评弹和说书；北方茶馆有说书、相声。
當代，當子女離開了家庭到外地工作和結婚後，他們就較少探望自己的家人。故此，祖父母也就很少和孫兒見面。前往茶樓品茗就成了家庭相聚的一個重要活動。每逢星期天，中式茶樓常常滿座，特別當人們慶祝節日時。這個現象反映了中華文化中的家庭價值觀。
此外，源自台湾的茶艺馆开创了新一代休闲娱乐场所的先河。自20世纪70年代以来，茶艺馆已经从台湾开始，进入到大陆各省市及香港、澳门，以及海外华人聚居区。与之前的茶馆不同的是，茶艺馆里面一般仅提供茶艺服务，由受过专业培训的人员在客人面前进行茶艺的表演，而不提供其他饮食服务。对茶文化的高度重视使得茶艺馆具有一定的文化深度，从而提升其消费品味。

#### 茶寮
茶寮专门用作品茶、進行茶儀式的私家独立小屋。不少私家園林都有設置茶寮。

## 茶与养生
《神农本草经》记载，神农尝百草，日遇七十毒，得荼而解。荼就是茶的古字。
唐大中三年（850年）有一位和尚130岁，宣宗皇帝问他服什么药才能如此长寿？和尚答道：“我向来不知药性，平生只爱喝茶，每逢云游到一个地方，先讨茶喝，喝一百碗也不嫌多。”皇帝赐和尚五十斤上等茶。
明高濂的养生经典《遵生八笺》中写道：“人饮真茶，能止渴消食，除痰少睡，利水道，明目益思，除烦去腻，人固不可一日无茶。”顾元庆《茶谱》亦说: “人饮其茶，能止渴，消食除痰，少睡，利尿道，明目益思，除烦去腻，人固不可一日无茶。”

## 茶史

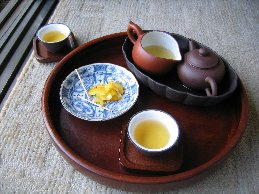
茶

中国人饮茶的习惯，从唐、宋、明、清到现代，有很大的变化。飲茶始於漢代，由於隋朝短暂，茶事记载很少。唐朝时的茶叶多加工成茶饼。“茶兴于唐而盛于宋”，在宋代，茶品越来越丰富，饮茶也日益考究，开始重视茶叶的本身的色香味，调味品逐渐减少。此时，出现了用蒸青法制成的散茶，并趋向以散茶为主，同时烹饮的手续也大为简化。到了明代，饼茶、团茶较少见了，较多以喝散茶为主，烹茶方法亦由过去煎茶为主逐步发展为冲泡为主。到了清代，茶与人们的日常生活紧密结合起来，出现了城市的茶馆，并逐步兴起，成为适合各个社会阶层所需的活动场所，并把茶与曲艺、诗会、戏剧、灯谜等民间文化活动融合起来。普通人家也常以茶水招待客人。
现代，根据不同情况（如不同场合的特殊礼节），中国茶有着不同的泡法。

### 贡茶

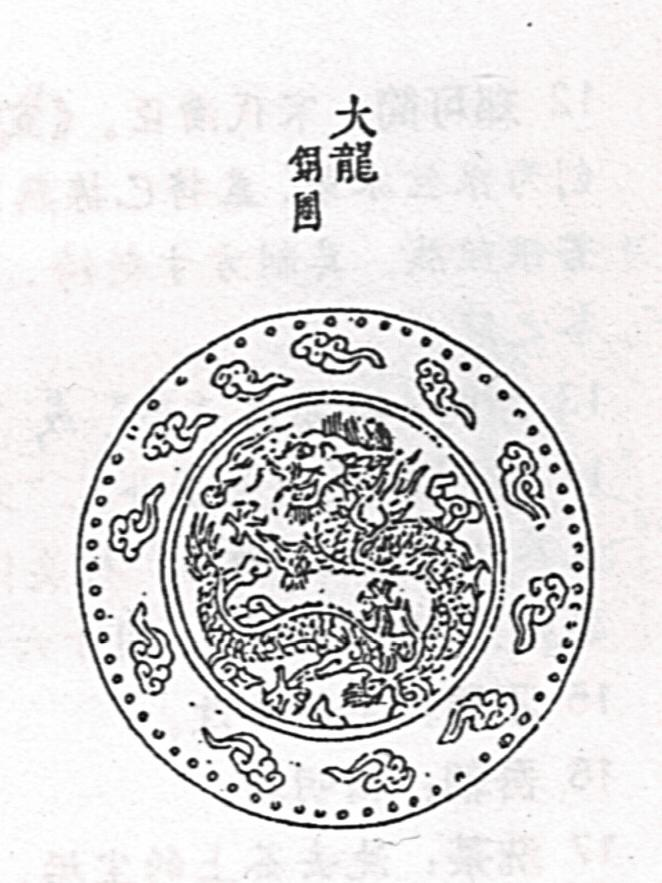
宋代 大龙团贡茶

常璩在《华阳国志·巴志》中记载，公元前11世纪，巴、蜀等国曾向周武王进贡茶、蜜等物資。将品质最优良、或产量稀少的茶奉献帝王，开始于唐开宝末年，福建建瓯凤凰山成为御用北苑茶园。宋太平兴国初（975年），特别御制龙凤模，派遣蔡襄为福建转运使往北苑监制龙凤团茶。根据宋代熊蕃所著《宣和北苑贡茶录》记载，仅仅北苑的贡茶就有四十多种，包括“御苑玉芽”、“龙团胜雪”、“万春银叶”、“无疆寿龙”、“瑞云祥龙”、“玉叶长春”等。其中“龙团胜雪”尤其名贵，所采的茶叶必须一芽带一叶，称为“一枪一旗”；再将一枪一旗的芽茶烫热后，只剔出中心一缕，放到贵重的容器里，用清澈的泉水泡浸，晶莹光洁净，如同银线，叫“银线水芽”；然后再用御制龙凤寸方模将银线水芽压成寸方小夸，上有小龙图案，叫“龙团胜雪”。包装十分考究，先用防潮的青箬叶包上几层，再用黄缎包裹，加朱红印封，放入朱漆盒，外加镀金锁。每年御贡的团茶只得一百夸，每夸价值四十万。
历代贡茶：

| - 碧螺春产江苏苏州吴县洞庭山 - 碣滩茶产湖南武陵山碣滩； - 君山银针产湖南岳阳君山； - 顾渚紫笋产浙江省长兴县顾渚山； - 天目青顶产浙江省天目山； - 天尊贡芽产浙江桐庐； - 婺州举岩产浙江金华； | - 敬亭绿雪产安徽宣城； - 涌溪火青产安徽省泾县涌溪村； - 西湖龙井产浙江杭州； - 庐山云雾产江西省九江庐山； - 瑞州黄檗产江西高安。 - 普洱沱茶产于云南省思茅普洱和西双版纳 |

## 茶俗

### 以茶祭祀
茶也是中國傳統祭祀常見的祭品之一。以茶祭天始于南齐世祖武皇帝遗诏：“我灵座上慎勿以牲为祭，但设饼果、茶饮、干饭、酒脯而已。”（见陆羽《茶经》。）开后世帝王以茶祭天、祭神、祭山的先河。唐代文人摆茶宴祭泰山。清代帝王祭天之礼大盛。逢正月初九天诞日、七月七日七夕日、八月十五中秋节、十二月二十三灶君日等节日，紫禁城内养心殿摆茶祭神。民间流行中秋节以茶拜祭月娘娘。
品茶文化普及之後，各種民間祭祀也常用茶為祭品。

### 奉茶、敬茶與送茶
中国文人喜欢用茶来招待客人。清画家郑板桥题画：“茅屋一间，新篁数竿，雪白纸窗，微浸绿色。此时独坐其中，一盏雨前茶，一方端砚石，一张宣州纸，几笔折枝花，朋友来至，风声竹响，愈喧愈静；家僮扫地，侍女焚香，往来竹阴中，清光映于画，绝可怜爱。”又诗：“月光清峭射楼台，浅夜篱门尚半开，树里灯行知客到，竹间烟起唤茶来 ……坐久谈深天渐曙，红霞冷露满苍苔”，描写黄昏时分朋友来访，主人唤茶招待，二人深谈直到黎明。以茶会友，自然也包括红颜知已，明文震亨说到茶的一项功用：“青衣红袖，密语私谈，可以助情热意。”很多人喜欢和别人一起喝茶，不光为分享美茶，还为了体验和别人在一起的安逸心情。
在中國社會，當晚辈要向長輩表示尊敬时，會向他們奉上一杯茶。以往，下屬要為上級準備茶水；但时至今日，社會變得開放自由，這種傳統一般只有重要節日或場合出現。而長輩為晚輩沖茶則是關懷、友好的表現。
當有人犯了嚴重錯誤，或想表示歉意之時，會為對方奉上一杯茶作為表示。
在中式婚礼上，新人在訂婚時常會以茶作為禮物，這是因為茶樹種植後根深，不能移植，寓意堅貞。新郎和新娘在正婚禮之後，的見舅姑禮和歸寧時，會向自己或配偶的父母、長輩敬茶，父母、長輩喝茶後會给新婚夫妇一个代表着好运的红包，然後新人再向其他親屬逐一奉茶，並会用正式親屬稱謂呼来称呼對方，這也代表新人各自與配偶原有的親屬確立姻親關係。拒绝喝茶表示不同意婚事——这是比较少见的，因为这是会让新夫妇丢脸的事。

### 端茶送客
清朝之時，官场的迎来送往为客人送上一杯茶只是一种形式，客人并不真正喝茶。尤其是当下属拜见上司时，即使面前有茶亦不敢喝。当正事说完后，主人会举起茶杯说：“请喝茶”。这时客人会识趣的赶快告辞，因此端茶成为一种送客的暗示。但随着「送客文化」之改變，以及較為「親下屬」的管理方式之興起，端茶送客已然步入歷史。

## 泡茶的水
中国历代对泡茶的水十分讲究，认为水是茶之本。

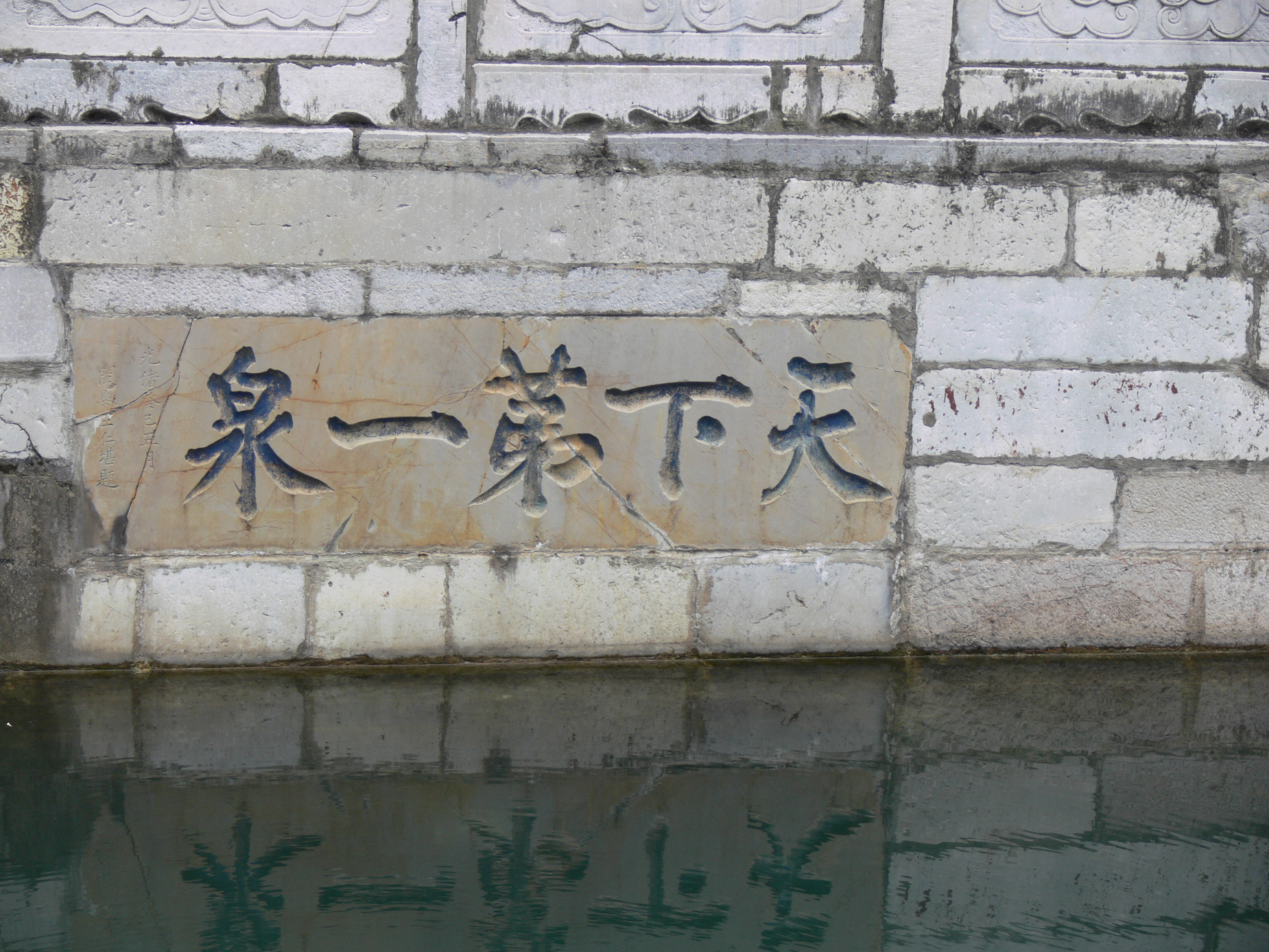
天下第一泉:镇江金山寺中冷泉

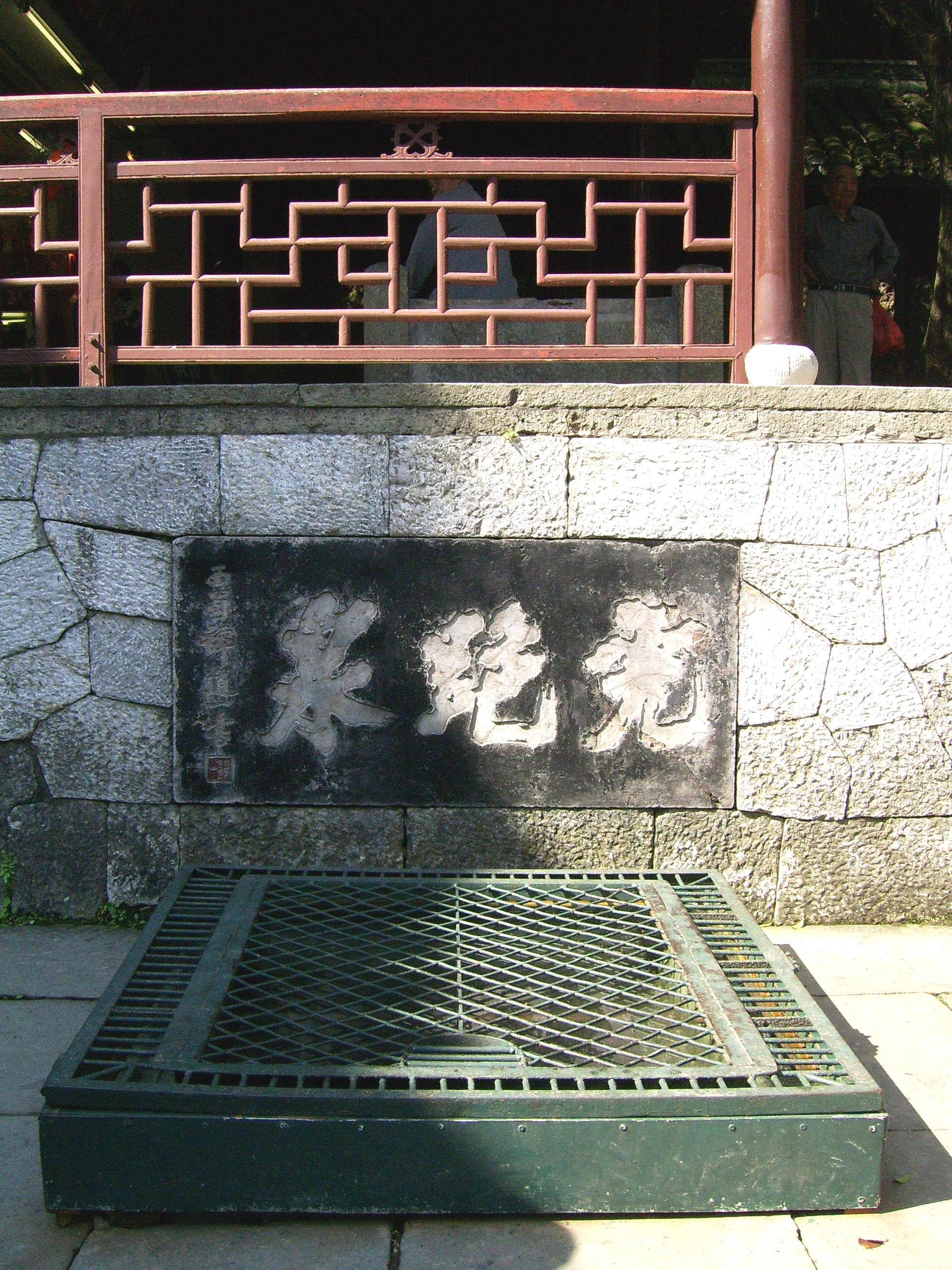
杭州虎跑泉

明朝人张大复在《梅花草堂笔谈》中写道“茶性必发于水。八分之茶，遇十分之水，茶亦十分矣；八分之水，試十分之茶，茶只八分耳。”
乾隆帝曾说：“茗饮之本，其必资于水乎？”。乾隆特制银斗，品试全国的泉水，按水的质量分别高下：北京玉泉山第一，中冷泉第二，无锡惠泉第三，杭州虎跑泉第四。（乾隆：《玉泉山天下第一泉记》）
茶圣陆羽不但是品茶高手，也是品泉高手。
泉水分以下几种：
- 天泉
  - 雨水 明代文人讲究用天水，他们对于春、夏、秋、冬四季的天泉，有不同的评价。秋天的雨水烹茶最好、其次是梅雨季节的雨水，再次是春雨，而夏季多暴雨，水质最差，不主张用来烹茶。收集雨水时必须用干净的白布，在天井中央受雨水。至于从房檐流下的雨水，不能用。
  - 雪水 “瑞雪丰年”，古人认为雪水是五谷的精华，用来烹茶最雅。唐代诗人白居易有诗云：“闲尝雪水茶”。
  - 露水 又名“天酒”，古代神仙的饮料，《山海经》写道：“仙丘降露，仙人常饮之”。中国历代皇帝王中乾隆最讲究露水。乾隆帝夏天常到承德避暑山庄避暑，喜欢收集太平湖中荷叶上的露水烹茶，认为胜过天下第一泉的玉泉山泉水。
- 地泉—各朝代对于中国各地的名泉，排名次序略有不同：

| 唐代： 1. 杨子江金山寺中冷泉 2. 无锡惠山寺泉 3. 苏州虎丘寺泉。 明代： 1. 无锡惠山寺泉 2. 金山寺中冷泉 3. 杭州虎跑泉 | 清代： 1. 北京玉泉山 2. 杨子江金山寺中冷泉 3. 无锡惠泉 |

## 相關學術研究
中国为茶的故乡，对茶的研究相当深入，並有專門研究茶的學問茶學。从唐代茶圣陆羽《茶经》问世以来，历代的茶学专著不下五六百部，流传至今的也有百余部，这是中国茶文化特有的丰富的文化遗产。唐朝封演《封氏闻见记》卷六《饮茶》記有煎茶博士一詞：“命奴子取钱三十文，酬煎茶博士。”指的是会煎茶、精通茶艺之人。陆羽被唐德宗当面尊称为“茶博士”。

### 古代茶書
由于各代备茶、饮茶的方法有很大的不同，要求不同，各代茶书的内容也大不相同。各代茶书是各代茶文化的缩影，由唐代到明代，大体反映一个由繁到简，反归自然的过程。唐代「對花飲茶」一事被認為是煞風景之事。唐、宋盛行“茶团”、“茶饼”（茶砖），制造、备茶、饮茶的程序最复杂，茶团还中常常添加龙脑等香料。宋代的特点是从皇帝到士大夫大兴鬥茶之风，追求茶汤表面变幻的图形，享受竞赛的热闹，增設贡茶院。明代是一个大转折点，社会崇尚天人合一，崇尚返归自然，徐渭《密集致品》：“茶宜精舍、宜雲林、宜幽人雅士 、宜衲子仙朋、宜松月下、宜花鳥間……”。茶不再讲究添加贵重的香料，也不鬥茶，把茶的真香提到第一位，创造了泡散茶的风气，一路延续到今天。
中國茶学专著見茶学文献列表。

### 現代研究
中国学者近年来在中国茶文化的研究上有不少成绩，《中國茶文化叢書》1-8册，二千餘页内容丰富，是近年可喜的成果。

### 引用
1. ↑  《封氏聞見記》卷六〈飲茶〉：“開元中，泰山靈巖寺有降魔師大興禪教，學禪務於不寐，又不夕食，皆許其飲茶。人自懷挾，到處煮飲，從此轉相仿效，遂成風俗。”
2. ↑  . aboxtik.com. 2023-02-17  [2023-07-15]. （原始内容存档于2023-07-15） （中文（繁體））.
3. ↑  趙榮光《中國飲食文化史》上海人民出版社 2006 p.192
4. ↑  田藝蘅《煮泉小品》 ：“唐人以對花啜茶為煞風景，故王介甫詩雲‘金谷千花莫漫煎’，其意在花，非在茶也。”陸以湉在《冷廬雜識》中說：“對花啜茶，唐人謂之煞風景，宋人則不然，張功甫梅花宣稱，有掃雪烹茶一條。放翁詩雲：‘花搖 新茶滿市香’，蓋以此為韻事矣。”
5. ↑  宋子安《东溪试茶录》记载“旧记建安郡官焙三十有八，自南唐岁率六县民采造，大为民间所苦……至道年（995－997年）中，始分游坑、临江、汾常、西蒙洲、西小丰、大熟六焙。录南剑，又免五县茶民，专以建安一县民力裁足之。……庆历中，取苏口、曾坑、石坑、重院属北苑焉。”